# Elaphoglossum albomarginatum
Elaphoglossum albomarginatum là một loài thực vật có mạch trong họ Lomariopsidaceae. Loài này được A.R. Sm. mô tả khoa học đầu tiên năm 1975.